# Alopecosa litvinovi
Alopecosa litvinovi är en spindelart som beskrevs av M.V. Izmailova 1989. Alopecosa litvinovi ingår i släktet Alopecosa och familjen vargspindlar. Inga underarter finns listade i Catalogue of Life.